# فتاة مسلمة (مجلة)
مجلة الفتاة المسلمة كانت مجلة شهرية متخصصة في الموضة والجمال ونمط الحياة، سُوقَت للفتيات المسلمات الشابات لمواجهة الأفكار الغربية. صدرت المجلة لأول مرة في كانون الثاني 2007. نشرتها شركة إكسيكوجو ميديا، في تورنتو، وقدمَت نصائح حول الأسلوب، ومقالات عن الأفلام والموسيقى ونصائح عامة، ولكن مع التركيز على القضايا الإسلامية ومع ميزات حول الشخصيات الإسلامية والدول والثقافات. كان المقر الرئيس للمجلة في تورنتو، على الرغم من أن انتشارها كان دوليًا خلال العامين اللذين تم نشرها فيهما.
ساهمَت في تحرير المجلة الكاتبات والصحفيات منى الطحاوي، ميلودي معزي، ناهد مصطفى، سلامة سليمان، وغيرهن الكثيرات. كانت أوسما زنات خان [الإنجليزية] رئيسة التحرير.

## طالع أيضًا
- المرأة في الإسلام

## روابط خارجية
- الموقع الرسمي